# Bernardo António de Figueiredo
Bernardo António de Figueiredo (Gouveia, 26 de Julho de 1763 - 8 de Abril de 1838) foi um prelado português, bispo de Faro.

## Biografia
Foi ordenado Padre a 17 de Dezembro de 1791 e a 9 de Outubro de 1824 foi selecionado para se tornar 54.º Bispo do Algarve, tendo sido confirmado a 20 de Dezembro de 1824 e ordenado a 24 de Fevereiro de 1825, tendo morrido em funções a 8 de Abril de 1838.
Foi Ministro da Justiça, no governo da regência de D. Maria II de Portugal, de 8 de Junho a 14 de Agosto de 1827 substituindo Luís Manuel de Moura Cabral
Foi tio-avô de José Homem Machado de Figueiredo Leitão, 1.º Barão de Caria, 1.º Visconde de Caria e 1.º Conde de Caria e tio-bisavô de António Homem Machado de Figueiredo de Abreu Castelo Branco, 1.º Conde de Vinhó e Almedina.